# Trittame bancrofti
Trittame bancrofti là một loài nhện trong họ Barychelidae. Loài này phân bố ờ Queensland.